# Placolobium watsonii
Placolobium watsonii là một loài thực vật có hoa trong họ Đậu. Loài này được (C. Fischer) Yakovlev miêu tả khoa học đầu tiên năm 1973.